# Волинське Українське об'єднання
Воли́нське Украї́нське об'є́днання (ВУО) — регіональна проурядова партія у Волинському воєводстві, яка діяла в 1931—1939 роках. Організаційно оформлена на Установчому конгресі в Луцьку 29 червня 1931 року. Кількість членів — близько 5—6 тис. Партія пропагувала ідеї польсько-українського співжиття, виступала за розвиток української культури й освіти, соборність православної церкви у Польщі. Сприяла «волинській політиці» воєводи Г. Юзевського. Створювала культурно-освітні товариства.
Керівники ВУО — П. Певний, C. Тимошенко, С. Скрипник, О. Ковалевський, М. Бура та ін. Друковані органи: «Українська нива», «Волинське слово».